# Vila Neitzel
A Vila Neitzel é um povoado do município brasileiro de Itueta, no interior do estado de Minas Gerais. Com cerca de 2 mil residentes, sua formação se deu com a chegada de pomeranos que vieram ao Brasil à procura de emprego e melhores condições de vida entre 1915 e 1920, cujo povoamento teve continuidade após a vinda de alemães refugiados da Segunda Guerra Mundial.
Como herança dos colonizadores, seus descendentes se sustentam a partir da agricultura de subsistência e mantêm costumes originais como a culinária e o idioma, tanto é que até a década de 1960 a língua pomerana era a única praticada na localidade e atualmente ainda é ensinada e falada pela população jovem. O projeto Língua Mutter visa ensinar e difundir o idioma pomerano entre os habitantes do povoado.
Em 1979, a comunidade foi oficializada pelo então prefeito Rúdio Piepper, também pomerano, ocasião em que foram construídos um posto de saúde e uma escola, que fornece os ensinos fundamental e médio. Boa parte das moradias preserva a arquitetura original, com uso de madeira na estrutura das residências, no piso e nas janelas, de argila como reboco e de barro branco no acabamento. Os símbolos da antiga Pomerânia foram representados pela cor azul das janelas e o branco das paredes. Núcleos pomeranos também são encontrados no Espírito Santo, em Santa Catarina e no Rio Grande do Sul, no entanto a Vila Neitzel representa a maior concentração de descendentes em Minas Gerais.